# Our Favourite Roads
『Our Favourite Roads』(アワー フェイバリット ロード)は、1992年9月21日に発売されたDe-LAXのアルバム。通算5枚目のオリジナルアルバムである。発売元はフォーライフ・レコード。

## 概要
- 解散前、最後のオリジナルアルバム。前作『EMOTIONAL MARKET』から、1年ぶりのリリースとなった。
- 解散前、最後のシングルだった6thシングル「TONIGHT」から表題曲「TONIGHT」と、他9曲が収録されている。

## ツアー
- このアルバムをひっさげ、アルバムツアー『De-LAX TOUR '92 "OUR FAVOURITE ROADS"』を行った。だが、1992年12月25日の渋谷公会堂公演のライブで、解散することを発表。翌年の1993年3月24日の渋谷公会堂公演のライブをもって解散した。なお、この解散することを発表したライブは、ビデオ『THE STORY OF De+LAX 1988-1992 5Years×5Lives』として発売された。なお、このビデオには、この頃のライブの映像が数曲収録されている。

## 収録曲
- 全曲 作詞・編曲:De-LAX

| #         | タイトル                              | 作詞      | 作曲     | 時間 |
| --------- | ------------------------------------- | --------- | -------- | ---- |
| 1.        | 「WELCOME TO PARADISE ALLEY」         |           | De-LAX   | 3:27 |
| 2.        | 「LET'S GO BANDWAGON (Live In Neve)」 |           | De-LAX   | 3:59 |
| 3.        | 「MOVE ON UP」                        |           | De-LAX   | 4:09 |
| 4.        | 「SHA-LA-LA」                         |           | 鈴木正美 | 4:23 |
| 5.        | 「SUMMER NIGHT」                      |           | De-LAX   | 6:08 |
| 6.        | 「HELLO! Mr.BROKEN HEART」            |           | De-LAX   | 4:01 |
| 7.        | 「MY FAVOURITE BOOTS」                |           | De-LAX   | 2:44 |
| 8.        | 「LIVE FOR NOW」                      |           | De-LAX   | 3:08 |
| 9.        | 「POWER」                             |           | De-LAX   | 5:24 |
| 10.       | 「TONIGHT」                           |           | De-LAX   | 4:18 |
| 合計時間: | 合計時間:                             | 合計時間: | 40:21    |      |

## 曲解説
- 全曲 作詞・編曲:De-LAX

1. WELCOME TO PARADISE ALLEY (3:27)
  - 作曲:De-LAX

映像化された12月25日の渋谷公会堂公演のライブでは、本楽曲は演奏されていたものの、結局映像化されなかった。
2. LET'S GO BANDWAGON (Live In Neve) (3:59)
  - 作曲:De-LAX

裏ジャケットには、サブタイトルである(Live In Neve)の部分が消されている。
映像化された12月25日の渋谷公会堂公演のライブでは、本楽曲は演奏されていたものの、結局映像化されなかった。
3. MOVE ON UP (4:09)
  - 作曲:De-LAX

De-LAXのアルバム収録曲の中で、De-LAXの全てのベストアルバムに収録されている数少ない楽曲である[1]。
4. SHA-LA-LA (4:23)
  - 作曲:鈴木正美
5. SUMMER NIGHT (6:08)
  - 作曲:De-LAX

本作に収録されている楽曲の中で、一番演奏時間が長い楽曲となっている。
6. HELLO! Mr.BROKEN HEART (4:01)
  - 作曲:De-LAX

映像化された12月25日の渋谷公会堂公演のライブでは、本楽曲は演奏されていたものの、結局映像化されなかった。
7. MY FAVOURITE BOOTS (2:44)
  - 作曲:De-LAX

本作に収録されている楽曲の中で、一番演奏時間が短い楽曲となっている。
8. LIVE FOR NOW (3:08)
  - 作曲:De-LAX
9. POWER (5:24)
  - 作曲:De-LAX
10. TONIGHT (4:18)
  - 作曲:De-LAX

6thシングルの表題曲。出だしとアウトロのギャップ(無音状態)がカットされているため、厳密に言うと、表記のないアルバムバージョンでの収録である。

## 収録ベストアルバム
- THE STORY OF De+LAX 1988-1992 5Years×5Lives (Disc 1,#10 Disc 2 #3、#8、#9)
- Best of De+LAX (#3、#10)
- "20th Anniversary Premium Collection" (#3、#4)

## 収録映像作品
PV収録
- "20th Anniversary Premium Collection" (#10)

ライブ映像収録
- THE STORY OF De+LAX 1988-1992 5Years×5Lives (#3、#4、#5、#7、#8、#9、#10,クレジットの場面でのBGMとして収録)